# Lasek (Pławno)
Lasek – zniesiona kolonia wsi Pławno w Polsce, położona w województwie łódzkim, w powiecie radomszczańskim, w gminie Gidle.
Miejscowość wchodziła w skład sołectwa Pławno.
W latach 1975–1998 miejscowość administracyjnie należała do województwa częstochowskiego.
Kolonia została w 2007 roku wcielona do Pławna, obecnie jest to ulica Przedborska.